# Clasificación para la Copa Africana de Naciones de 1963
La clasificación para la Copa Africana de Naciones de 1963 fue llevada a cabo para saber que cuatro selecciones clasificarían a la Copa Africana de Naciones de 1963, celebrada en Ghana, junto a Ghana clasificado automáticamente por ser local y Etiopía por ser la selección campeona del torneo anterior. Este proceso comenzó el 16 de junio de 1963 y terminó el 6 de octubre del mismo año.

## Primera ronda
| Túnez                 | vs | Marruecos | Guinea | vs | Nigeria |
| República Árabe Unida | vs | Uganda    | Sudán  | vs | Kenia   |

| Lugar     | Partido               | Partido | Partido | Partido | Partido               |
| --------- | --------------------- | ------- | ------- | ------- | --------------------- |
| Túnez     | Túnez                 |         | 4:1     |         | Marruecos             |
| Marruecos | Marruecos             |         | 4:2     |         | Túnez                 |
| Nigeria   | Nigeria               |         | 2:2     |         | Guinea                |
| Guinea    | Guinea                |         | 1:0     |         | Nigeria               |
| -         | República Árabe Unida |         | w/o     |         | Uganda                |
| -         | Uganda                |         | o/w     |         | República Árabe Unida |
| -         | Sudán                 |         | w/o     |         | Kenia                 |
| -         | Kenia                 |         | o/w     |         | Sudán                 |

## Clasificados
| Bandera de Túnez | Nigeria | Egipto                | Sudán | Ghana | Etiopía |
| Túnez            | Nigeria | República Árabe Unida | Sudán | Ghana | Etiopía |
| ---------------- | ------- | --------------------- | ----- | ----- | ------- |